# Universidad del Cine
La Universidad del Cine (FUC) es una universidad nacional de gestión privada con sede en el Barrio de San Telmo en la Ciudad de Buenos Aires, Argentina, fundada en 1991 por el director de cine Manuel Antín. En 2003 fue autorizada definitivamente mediante el Decreto nº 856/2003.
En 2025 fue destacada entre las mejores escuelas de cine del mundo por @hollywoodreporter

## Características, facultades y carreras

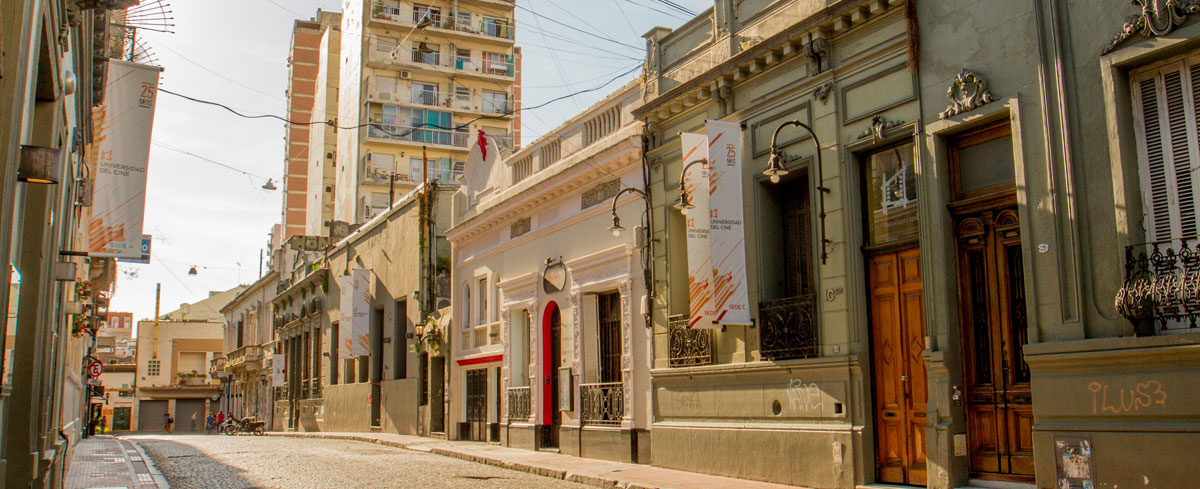
Vista de las sedes de la universidad, ubicada en el barrio de San Telmo.

La formación teórica se articula con la producción audiovisual desarrollada por los estudiantes en los formatos de cortometrajes, series web, documentales que integran la actividad curricular, muchos de los cuales pueden visualizarse desde el sitio de la Universidad del Cine.
Desde 1996 a 2008 produjo seis largometrajes realizados por estudiantes:
Moebius (1996), Mala Época (1998), Solo por hoy (2000), Mercano, el marciano (2002), guionada y dirigida por Juan Antin, hijo del rector de la FUC Manuel Antin, Vísperas (2006) y Fantasma de Buenos Aires (2008).
Posteriormente ha apoyado la realización de documentales y largometrajes realizados por estudiantes y exalumnos.
Las condiciones de ingreso para las carreras de grado son: 
- Haber obtenido el título de nivel medio habilitante para continuar los estudios universitarios
- Realizar el curso de iniciación

Los aranceles de la Facultad de Cinematografía para fines del 2022 oscilan los 72.000 pesos mensuales.
Las carreras de grado de la Universidad del Cine se distribuyen en dos facultades:

### Facultad de Cinematografía

#### Carreras de grado
- Dirección Cinematográfica
- Guion Cinematográfico
- Iluminación y Cámara Cinematográficas
- Escenografía y Vestuario Cinematográficos
- Compaginación Cinematográfica
- Producción Cinematográfica
- Historia, Teoría y Crítica Cinematográficas
- Cine de Animación y Multimedia
- Maestría en Cine Documental (posgradado)

### Facultad de Comunicación
- Artes Visuales
- Diseño Gráfico
- Procesos Educativos

Crítica de cine

## Infraestructura
La Universidad del Cine cuenta, además de las instalaciones propias para el dictado de clases, con equipamiento para la producción y posproducción de imagen y sonido en formatos de video profesional y fílmico S16mm. y 35mm. Se destaca el Laboratorio con capacidad para revelar fílmico color 16 mm, que es el único activo en América Latina y que desarrolla su actividad sin fines de lucro, orientado a las producciones académicas. Cuenta con dos sets de filmación, talleres de animación tradicional y digital y con un auditorio y sala de proyecciones. Su Biblioteca y Videoteca se especializan en artes audiovisuales, focalizándose en el cine argentino. Cuenta con aproximadamente 12.000 ítems bibliográficos y 7.000 títulos de vídeo.